# Kopanjek
Kopanjek – rzeka w Chorwacji, dopływ Drawy. Jej długość wynosi 25,5 km.
Płynie przez Podrawie. Powierzchnia jej dorzecza wynosi 323,9 km². Powstaje poprzez połączenie strumieni Katalena i Kozarevac u podnóża Bilogory. Do Drawy wpada 5 km na północny wschód od Pitomačy.